# Ravi Shankar
Ravi Shankar (del bengalí: রবি শংকর) (Benarés, 7 de abril de 1920-San Diego, 11 de diciembre de 2012) fue un músico indio conocido mundialmente como virtuoso del sitar. Pandit Ravi Shankar era bráhmana de nacimiento, es decir, pertenecía a la casta sacerdotal india propia de los artistas y los músicos.
Discípulo de Allauddin Khan, fundador del maihar gharana de música India clásica, Pandit Ravi Shankar es probablemente el instrumentista indio más reconocido, famoso tanto por sus ejecuciones en todo el mundo como por su papel pionero en la importación en el mundo occidental de la música india clásica tradicional, que se vio también favorecida por su asociación con el violinista Yehudi Menuhin y con el músico inglés George Harrison, del grupo The Beatles, así como por su carisma personal. Su carrera musical ha durado más de seis décadas y Shankar actualmente posee el Récord Guinness por la carrera internacional más larga.
Ravi Shankar es el padre de la cantante estadounidense Norah Jones y de la sitarista y directora de orquesta Anoushka Shankar.

## Primeros años
Su casa ancestral es hoy en día Kalia Upozila en el Distrito Narail, Jessore, Bangladés. El nombre de su madre era Hemanginee, y su hermano mayor Uday Shankar era un famoso bailarín clásico hindú. De adolescente, Ravi tocó el sitar con la compañía de baile de Uday Shankar, y también con la de Anna Pávlova en la Unión Soviética.

## Carrera musical
Ravi Shankar abandonó una carrera de baile y a partir de 1938, pasó muchos años de estudio bajo la enseñanza de su gurú Allaudin Khan. Su primera presentación en público en la India tuvo lugar en 1939. Después de dar por terminado el periodo de formación en 1944, empezó a trabajar en las afueras de Bombay. Comenzó a escribir canciones para películas y ballet clásico y comenzó una carrera de grabación con la filial india de la casa de grabación HMV. Fue director musical de All India Radio, de Nueva Delhi, de 1949 a 1956.
Sucesivamente Shankar empezó a ser conocido fuera de la India, primero presentándose en la Unión Soviética en 1954 y luego en Europa en 1956. Actuó en acontecimientos importantes como el Festival de Edimburgo así como en salas de tanto prestigio como el Royal Festival Hall.
George Harrison, miembro de The Beatles, comenzó a experimentar con el sitar en 1965. Los dos se encontraron finalmente debido a este interés común y se hicieron amigos, lo cual contribuyó a aumentar la fama de Shankar como estrella pop y como el maestro de Harrison. Esto desarrolló enormemente su carrera. Lo invitaron a tocar en lugares que eran insólitos para un músico clásico, como el Monterey Pop Festival, 1967 en Monterrey, California. También fue uno de los artistas que tocaron en el Festival de Woodstock (1969) y en el Concierto para Bangladés en 1971. Ravi Shankar y Amigos acompañó también como apertura la gira de Harrison de los Estados Unidos en 1974.
Shankar escribió dos conciertos para sitar y orquesta, composiciones para sitar y violín que interpretó junto con Yehudi Menuhin, música para el virtuoso de flauta Jean Pierre Rampal,y también para Hozan Yamamoto, maestro del shakuhachi (la flauta japonesa), y para el virtuoso del koto Musumi Miyashita. Compuso abundantemente para películas y ballets clásicos en la India, Canadá, Europa y los Estados Unidos; entre estas obras destacan Chappaqua, Charly, Gandhi, y Apu Tryology. Su grabación Tana Mana, lanzada por el sello Private Music en 1987, penetró en el género New Age con una combinación única de instrumentos tradicionales y música electrónica. El compositor clásico Philip Glass reconoce a Shankar como una influencia importante en su carrera y los dos colaboraron para producir Passages, una grabación de composiciones en las cuales cada uno adapta temas compuestos por el otro. Shankar también compuso la parte de sitar en la composición de Glass de 2004, Orión.
En 1998 recibió el Polar Music Prize, un premio concedido por la Real Academia de Suecia de Música y en 1999 el premio Bharat Ratna.

## Otros
Ravi Shankar tuvo dos hijas, la cantante Norah Jones (que Ravi Shankar tuvo con la productora de conciertos Sue Jones) y Anoushka Shankar (que Ravi Shankar tuvo con la empleada bancaria Sukanya Rajan), una de las más destacadas intérpretes femeninas de sitar de India, que ha obtenido numerosas distinciones y reconocimientos a lo largo de su carrera.

## Muerte
Debido a problemas respiratorios, Ravi Shankar fue ingresado en el Scripps Memorial Hospital en La Jolla, San Diego. Falleció el 11 de diciembre de 2012 a los 92 años.

## Discografía
- Three Ragas (1956)
- Improvisations (1962)
- India's Most Distinguished Musician (1962)
- India's Master Musician (1963)
- In London (1964)
- Ragas & Talas (1964)
- Portrait of Genius (1964)
- Sound of the Sitar (1965)
- Live at Monterey (1967)
- In San Francisco (1967)
- West Meets East (1967)
- At the Monterey Pop Festival (1967)
- The Exotic Sitar and Sarod (1967)
- A Morning Raga / An Evening Raga (1968)
- The Sounds of India (1968)
- In New York (1968)
- At the Woodstock Festival (1969)
- The Concert for Bangladesh (1971)
- Raga (1972)
- In Concert 1972 (1973)
- Transmigration Macabre (1973)
- Shankar Family & Friends (1974)
- Music Festival From India (1976)
- Homage to Mahatma Gandhi (1981)
- Räga-Mälä (Sitar Concerto No. 2) (1982)
- Pandit Ravi Shankar (1986)
- Tana Mana (1987)
- Inside The Kremlin (1988)
- Passages con Philip Glass (1990)
- Concert for Peace: Royal Albert Hall (1995)
- Chants of India (1997)
- Concerto for Sitar & Orchestra con André Previn (1999)
- Full Circle: Carnegie Hall 2000 (2001)
- Between Two Worlds (Documental dirigido por [Mark Kidel]) (2001)
- Flowers of India (2007)

## Vida personal y familia
Shankar se casó con la hija de Allauddin Khan, Annapurna Devi (Roshanara Khan) en 1941 y su hijo, Shubhendra Shankar, nació en 1942. Se separó de Devi durante 1962 y continuó una relación con Kamala Shastri, una bailarina, que había comenzado a finales de los años 40.
Un romance con Sue Jones, una productora de conciertos de Nueva York, dio lugar al nacimiento de Norah Jones en 1979. Se separó de Shastri en 1981 y vivió con Jones hasta 1986.
Un romance con Sukanya Rajan, a la que conocía desde los años 70, dio lugar al nacimiento de su hija Anoushka Shankar en 1981. En 1989, se casó con Sukanya Rajan en el Templo Chilkur de Hyderabad.
El hijo de Shankar, Shubhendra "Shubho" Shankar, le acompañaba a menudo en sus giras. Podía tocar el sitar y el surbahar, pero decidió no seguir una carrera en solitario. Shubhendra murió de neumonía en 1992.
Ananda Shankar, el músico de fusión experimental, es su sobrino.
Norah Jones se convirtió en una música de éxito en la década de 2000 y ganó ocho premios Grammy en 2003. Anoushka Shankar fue nominada al Premio Grammy al mejor álbum de música del mundo en 2003. Anoushka y su padre fueron nominados al Mejor Álbum de Música del Mundo en los Premios Grammy 2013 por álbumes separados.
Shankar era un Hindú, y un devoto del dios hindú Hanuman. También era un "ardiente devoto" de la santa hindú bengalí, Sri Anandamayi Ma. Shankar solía visitar a Anandamayi Ma con frecuencia y actuaba para ella en varias ocasiones. Shankar escribió sobre su ciudad natal, Benares (Varanasi), y su encuentro inicial con "Ma":
Varanasi es la eterna morada del Señor Shiva, y uno de mis templos favoritos es el del Señor Hanuman, el dios mono. La ciudad es también donde tuvo lugar uno de los milagros que han ocurrido en mi vida: Conocí a Ma Anandamayi, una gran alma espiritual. Al ver la belleza de su rostro y su mente, me convertí en su ardiente devoto. Sentada ahora en mi casa de Encinitas, en el sur de California, a la edad de 88 años, rodeada de los hermosos verdes, las flores multicolores, el cielo azul, el aire limpio y el océano Pacífico, a menudo rememoro todos los lugares maravillosos que he visto en el mundo. Conservo los recuerdos de París, Nueva York y algunos otros lugares. Pero parece que Varanasi está grabada en mi corazón
Shankar era vegetariano. Llevaba un gran anillo de diamantes que, según él, había sido "manifestado" por Sathya Sai Baba. Vivía con Sukanya en Encinitas, California.
Shankar ofreció su último concierto, junto a su hija Anoushka, el 4 de noviembre de 2012 en el Terrace Theater de Long Beach, California.